# 奧基斯科查湖

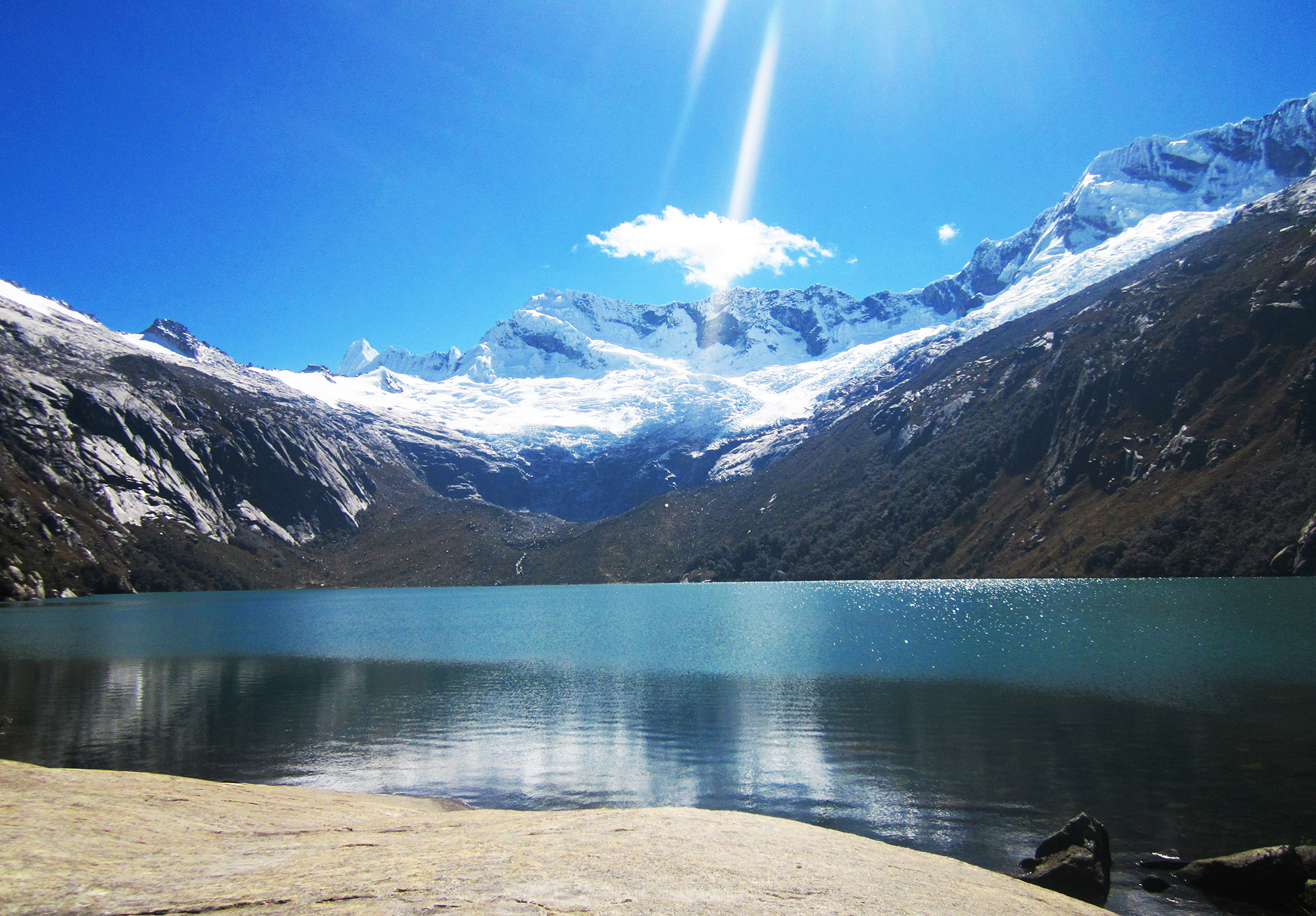

9°11′35″S 77°33′24″W / 9.19306°S 77.55667°W
奧基斯科查湖（西班牙語：Laguna Auquiscocha），是秘魯的湖泊，位於該國北部安卡什大區，由卡爾瓦斯省的什利亞區負責管轄，處於布蘭卡山脈，海拔高度4,303米。